# Scrittura professionale
Con scrittura professionale si intende la scrittura fatta per ragioni di lavoro. Lo stesso significato può essere attribuito alla produzione di un testo, indipendentemente dall'argomento trattato, che comunica un'informazione nell'ambito di una determinata professione.

## Che cos'è la scrittura professionale
"Oggi l'italiano professionale fa parte delle risorse comunicative necessarie a una società moderna, e risponde a scopi funzionali all'amministrazione di una collettività (nazionale o locale) o al raggiungimento di obiettivi di lavoro; pertanto è composto da messaggi che intendono trasmettere informazione e, con modalità variabili, propongono un'azione o delle azioni."
La scrittura professionale definisce le linee guida da seguire nella produzione di testi (documentazione varia, presentazioni, email, ecc...), per una standardizzazione corretta della forma e della struttura degli elaborati richiesti in ambito lavorativo. “La chiarezza (...) è la condizione della scrittura professionale”: chi si trova a scrivere per lavoro oltre a scrivere in modo diretto deve immedesimarsi nei panni del lettore.
La disciplina ha la peculiarità di sapersi adattare ai diversi mezzi di comunicazione scritta (come per esempio le email o la corrispondenza epistolare classica), in quanto si basa sulla comunicazione di un'informazione, che sia formale o informale, rivolta a una o più persone. Per catturare l'attenzione di potenziali lettori, specialmente nella rete, si pone la necessità di avere una sviluppata capacità comunicativa.  “Chi produce un testo vuole comunicare qualcosa a qualcuno, ma per fare ciò deve creare un testo che risponda a precisi requisiti che ne garantiscano l'appropriatezza comunicativa.”

## Lo scrittore professionale
Con “scrittore professionale” si identifica chi scrive per motivi professionali; e chi ha appreso dalla scrittura professionale tutte le abilità per lavorare e scrivere testi in modo corretto e appropriato, indipendentemente dal tipo di media in cui si trova a lavorare.
La scrittura professionale, muovendosi ed espandendosi con in nuovi media, amplifica le conoscenze dello scrittore professionale. Di fronte ad una mancanza di una standardizzazione precisa della struttura dei testi (specialmente) sulla rete, lo scrittore professionale ha tutte le conoscenze per far eccellere il proprio messaggio, comunicare qualcosa a qualcuno nel modo migliore, senza fraintendimenti ed in modo diretto. Uno degli esempi più chiari può essere quello dei testi brevi su internet, in cui uno scrittore professionale può applicare le conoscenze acquisite, trasportandole dalla carta stampata al web (e viceversa). “I testi brevi e concentrati (…) si diffondono e sono sempre più apprezzati anche nella scrittura professionale: pagine web, progetti, email, relazioni di lavoro. Istintivamente, prima di affrontare la lettura di un testo, ne scorriamo titoli e sottotitoli, parole chiave in grassetto, la sottolineatura di un link, occhielli che ammiccano (…). Tutte cose che in gran parte esistevano ben prima del web, ma che con il web ci sono diventate indispensabili e familiari anche sulla carta” .
Rimanendo in tema di "testi brevi", da qualche anno si sono diffusi i tweet dell'omologo social network Twitter. I "cinguettii" sono appunto brevi considerazioni di massimo 140 caratteri che ormai chiunque, scrive sul proprio profilo virtuale. Persone comuni, professionisti, personaggi famosi, società, ecc. Sono talmente tanti i tweet ed i loro "followers" che si registrano svariati concorsi (ufficiali o no) in tutto il mondo.
Lo scrittore professionale in Italia è inteso diversamente rispetto al modello anglosassone, dove con questa definizione si identifica una figura professionale, assunta per produrre testi di vario genere in diverse situazioni. Un professionista della scrittura che mette il proprio talento in vendita sul mercato. Al contrario, in Italia lo scrittore professionale è inteso come un professionista o uno studente che abbia appreso le regole della buona e corretta comunicazione, e che applichi tali conoscenze nella comunicazione lavorativa (o accademica).

## La storia della scrittura professionale
La scrittura professionale ha una storia abbastanza breve. Si parla di qualche decina di anni, perlomeno per la sua diffusione in corsi accademici o professionali.
Alla base della scrittura professionale c'è la conoscenza dei diversi codici utilizzati negli ambiti multimediali. Lo scrittore professionale ha evoluto le proprie conoscenze, come si è evoluta la comunicazione nella sua storia. Ogni contesto dello scrivere ha delle proprie caratteristiche. I fogli elettronici, la scrittura su monitor, sono l'evoluzione della scrittura tipografica su carta. Per scrivere efficacemente nel contesto della comunicazione multimediale, lo scrittore deve conoscere il mezzo di comunicazione e le sue potenzialità.

## Scrivere pensando al lettore
Lo scrittore professionale, quando si trova a scrivere, deve immedesimarsi nel suo lettore. Deve impostare la comunicazione delle informazioni a seconda del contesto, immedesimandosi nei panni di chi legge, solo così può avvicinare la propria produzione linguistica con le richieste dell'utenza. “L'esigenza che la scrittura professionale si metta dal punto di vista e nei panni del lettore, il quale vuole essere informato per regolarsi di conseguenza.”
Fin dai temi scolastici, lo scrittore professionale ha un proprio lettore, in questo caso il professore che giudicherà il lavoro. La comunicazione è rivolta ad una persona ben precisa che lo scrittore conosce, a cui deve dimostrare la propria bravura esplicativa. In questo caso l'attenzione nella comunicazione è spostata più sulle capacità dello scrittore che sul soggetto del testo.
Può succedere che chi scrive lo faccia senza sapere chi leggerà il testo. Che si tratti di manuali di istruzioni o regole da seguire in un preciso ambiente, per esempio alla stazione, il testo è totalmente orientato verso il lettore. In questo caso lo scrittore, immedesimandosi in un potenziale lettore, deve usare uno stile di scrittura il più possibile chiaro e semplice per eseguire una giusta comunicazione; “se il testo non raggiunge lo scopo di farsi capire, la comunicazione fallisce e l'utente è frustrato”.
Adattarsi ad un lettore generico significa usare un vocabolario semplice. “Molti autori non riescono a stabilire il confine tra conoscenze di dominio pubblico e conoscenze specializzate. Non è facile tracciare una linea netta di separazione, (…) si profilano allora i rischi opposti di dilungarsi su conoscenze già note ai lettori (...) e, all'altro estremo, di non fornire tutte le informazioni necessarie (…). Nel dubbio, è meglio propendere verso un'informazione accessibile: i lamenti non riguardano mai l'eccessiva semplicità di un testo, ma la sua oscurità.”.

## La scrittura professionale in diverse realtà comunicative
Essendo radicata in ogni ambito della comunicazione, la scrittura professionale ha il pregio di essere inclusa in ogni contesto, dal giornalismo all'informatica, dalle presentazioni aziendali, ai resoconti delle riunioni di condominio. Unico obiettivo che accomuna i diversi documenti nei differenti contesti è la volontà di comunicare in modo efficace, la divulgazione di una o più informazioni con immediatezza e semplicità.

### La scrittura professionale e il giornalismo
La scrittura professionale studia i modi migliori di comunicare, prendendo spunto (e qualche volta fondendosi) anche da altre discipline, come per esempio il giornalismo. In apertura del capitolo su “La comunicazione giornalistica”, Mirko Tavosanis e Marco Gasperetti affrontano così l'argomento:
Il giornalismo ha creato uno dei modelli comunicativi più efficaci e diffusi. Immediata, efficace, capace di attirare l'attenzione e di trasmettere messaggi, la comunicazione di taglio giornalistico si diffonde oggi anche al di fuori dei quotidiani tradizionali. (…) Libero e aperto a ogni tipo di sperimentazione, questo modo di comunicare è alla base di un nuovo linguaggio multimediale capace di raggiungere i destinatari attraverso percorsi diversi.
Per una corretta analisi, di seguito sono presi in considerazione due punti principali della comunicazione giornalistica.
1. la regola della piramide rovesciata insegna a scrivere prima i fatti importanti e poi i dettagli
2. la regola delle 5 W: How? What? Where? When? Why?  Che inquadrano immediatamente il tema del messaggio. Una struttura che si sposa molto bene con lo stile di comunicazione nelle imprese (dove si deve arrivare subito al tema centrale del messaggio senza perdere tempo) e ancora meglio su internet

Per esempio:
How? Ritrovati durante un'operazione di bonifica What? sei manufatti etruschi di rara bellezza Where? nella provincia di Livorno. When? Venerdì scrorso, Why? durante la bonifica di una zona boschiva...
“Il racconto di un episodio di cronaca deve raccontare cosa è accaduto e perché, quale o quali ne siano stati i protagonisti, e in quale luogo e tempo. La stessa regola vale per le lettere che raccontano un fatto, per esempio un incidente automobilistico da denunciare a una Società assicuratrice.” 
In molti casi, la scrittura professionale insegna ad applicare le tecniche giornalistiche agli elaborati elettronici. Proprio per la loro immediatezza di comunicazione e per la loro rapidità di lettura, i testi giornalistici rispondono al meglio alle difficoltà di lettura su monitor ed alla mancanza di tempo da parte dell'utente.

### La scrittura professionale nella comunicazione informatica
Oggi gran parte delle persone si trova a sostenere delle comunicazioni attraverso il mezzo informatico, soprattutto nel settore lavorativo o scolastico.
Il modo di scrivere e di ricercare delle informazioni, di comunicare su supporti informatici, segue delle proprie regole, più tecniche che stilistiche: la mancanza di tempo, la maggiore difficoltà nel leggere un testo sullo schermo rispetto alla carta. Tutte queste considerazioni hanno portato la scrittura professionale ad innovarsi.
Nei corsi di scrittura professionale, ha sempre maggiore importanza la struttura dei testi sul Web, testi che seguono delle proprie regole e che utilizzano tecniche prese in prestito da altri ambiti (come le già citate tecniche giornalistiche).
Il lettore web è attirato principalmente dai titoli delle pagine e successivamente dalle fotografie o immagini varie. Avendo queste informazioni la scrittura professionale ha codificato alcune regole. Per esempio:
1. Titolo e sottotitolo devono formare visivamente un unico blocco, preferibilmente con lo stesso font. Solo le dimensioni è bene che varino, esprimendo in poche parole il concetto fondamentale trattato nel documento.
2. Il testo deve essere leggero e nitido. Per migliorarne la lettura, specialmente su internet è consigliato codificare il testo nelle diverse pagine, usare un lessico semplice, usare titoli e sottotitoli ed evitare assolutamente la “lingua d'impresa”[9] nei testi che trattano un argomento specifico.

La scrittura professionale pone molta attenzione al Web, in quanto risorsa principale di comunicazione e d'informazione. Sui siti internet si è creata una nuova tipologia di testo: l'ipermedia. “L'ipermedia è un'evoluzione dell'ipertesto, o meglio è un suo completamento con l'aggiunta di più codici di comunicazione: per esempio il video e l'audio, (…) lo scrittore multimediale deve conoscere più tecniche di comunicazione, ma soprattutto deve imparare l'arte di combinare in maniera efficace i diversi codici usati.” 